# Leptomys signatus
Leptomys signatus es una especie de roedor de la familia Muridae.

## Distribución geográfica
Se encuentra sólo en Papúa Nueva Guinea. 

## Hábitat
Su hábitat natural son: zonas tropicales o subtropicales, bosques áridos.

## Estado de conservación
Se encuentra amenazada de extinción por la pérdida de su hábitat natural.